# Rinaldo da Taranto

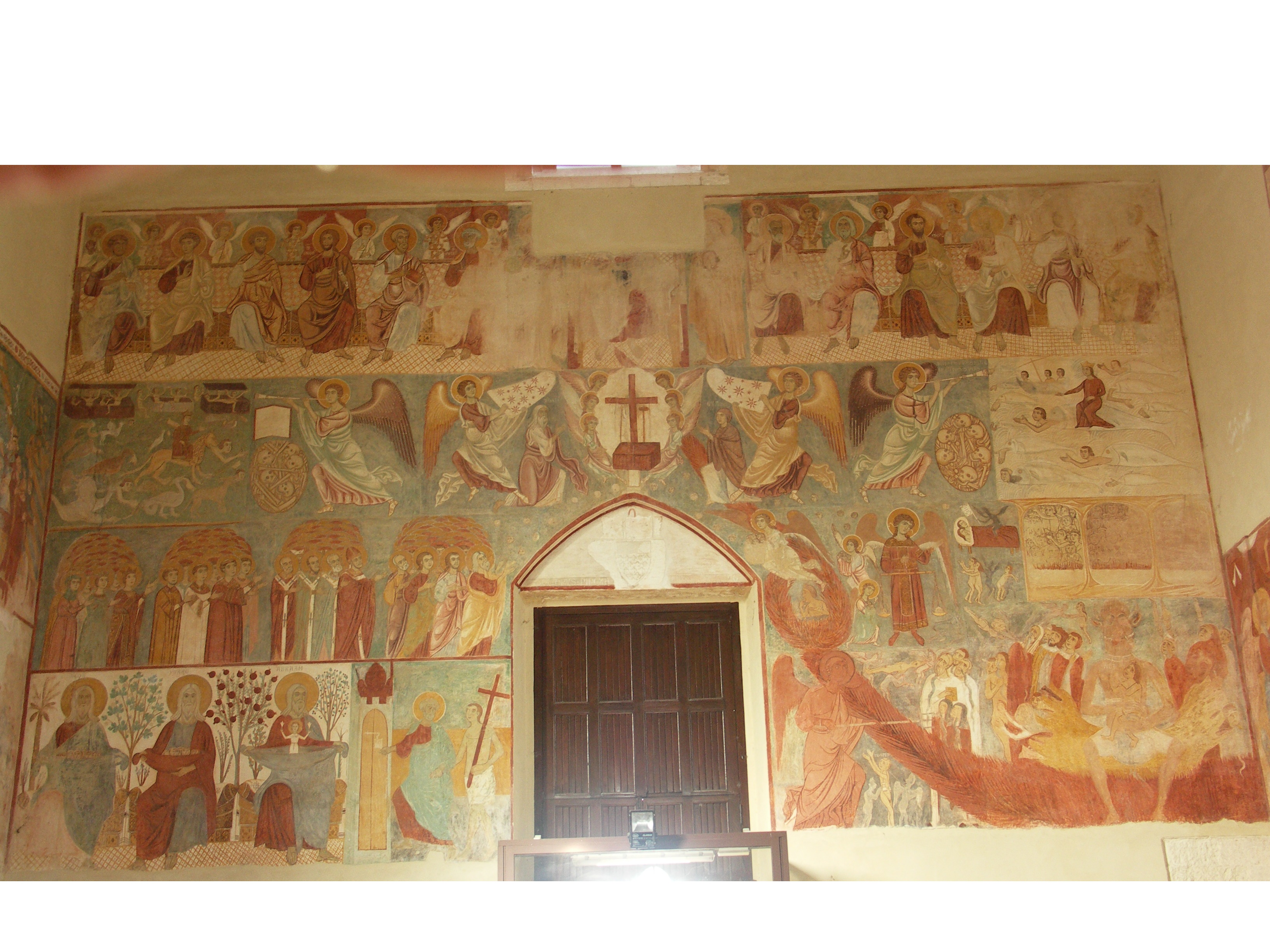
Il Giudizio Finale della chiesa di Santa Maria del Casale, Brindisi

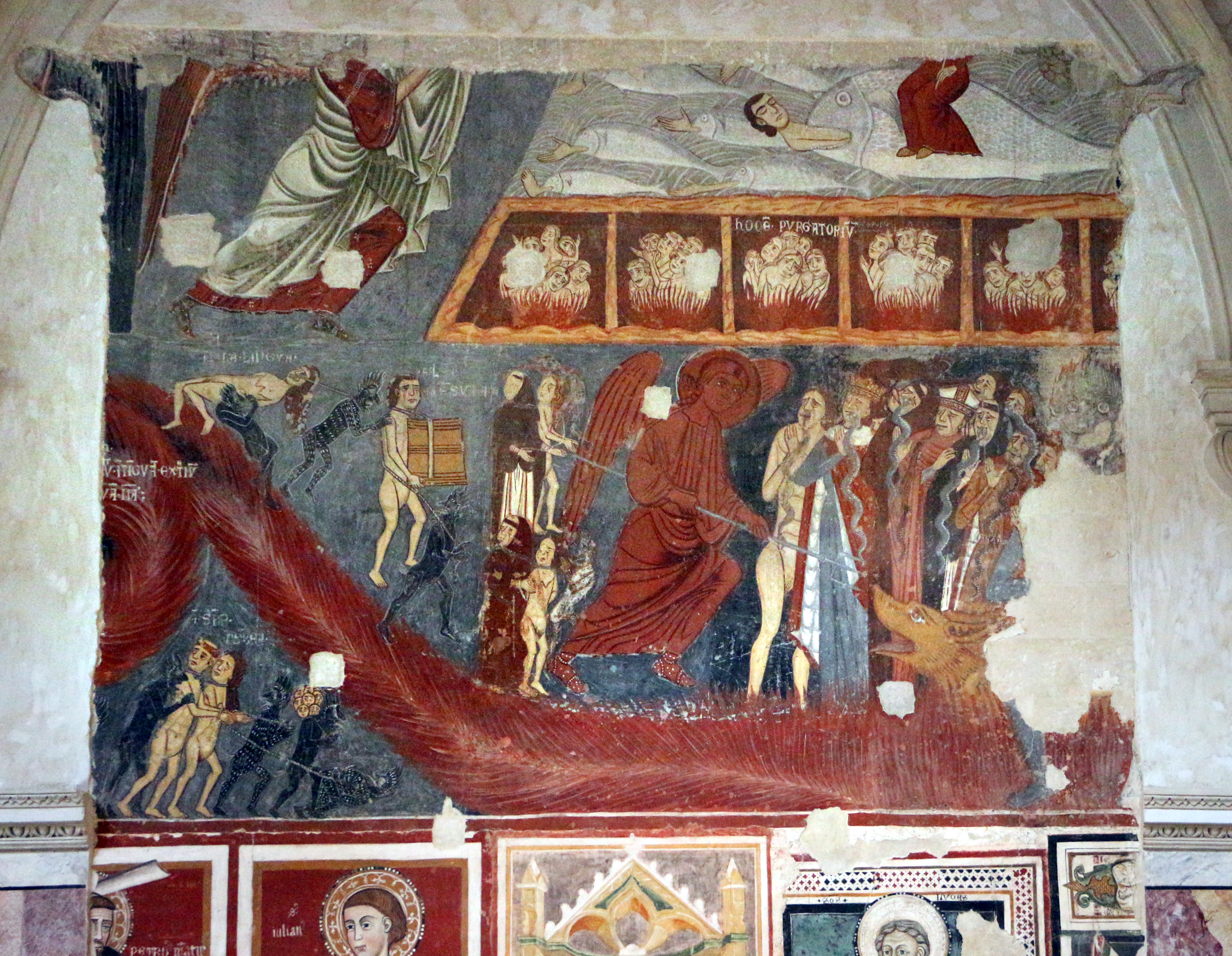
Il Giudizio Finale della Cattedrale di Matera

Rinaldo da Taranto (fl. XIII-XIV secolo) è stato un pittore italiano, attivo tra la fine del XIII e l'inizio del XIV secolo.

## Biografia
Questo pittore è noto dalla firma che compare sotto l'affresco con il Giudizio Universale nella controfacciata della chiesa di Santa Maria del Casale a Brindisi, databile entro il primo decennio del XIV secolo. Rinaldo sovrappone elementi naturalistici ad una matrice culturale di stampo ancora bizantino, ricavandoli probabilmente dalla miniatura napoletana di tradizione franco-catalana, conosciuta forse per il tramite del conterraneo Giovanni da Taranto.
A Rinaldo è attribuito anche l'affresco del Giudizio finale che si trova nella Cattedrale di Matera, e nella stessa cattedrale un altro affresco in stile prettamente bizantino risalente al 1270 della Madonna della Bruna con il Bambino benedicente con due dita, ubicato sull'altare della prima campata della navata sinistra detto della Bruna.